# Foveosculum semipictum
Foveosculum semipictum là một loài tò vò trong họ Ichneumonidae.